# Campeonato Mundial de Atletismo de 2013 - Maratona masculina
A prova da maratona masculina do Campeonato Mundial de Atletismo de 2013 foi disputada no dia 17 de agosto  no Estádio Lujniki, em Moscou. 

## Recordes
Antes desta competição, os recordes mundiais e do campeonato nesta prova eram os seguintes:
| Tipo                  | Atleta                | Tempo   | Local  | Data                   | Ref |
| --------------------- | --------------------- | ------- | ------ | ---------------------- | --- |
|                       | Patrick Makau Musyoki | 2:03:38 | Berlim | 25 de setembro de 2011 | ver |
| Recorde do campeonato | Abel Kirui            | 2:06:54 | Berlim | 22 de agosto de 2009   | ver |

## Medalhistas
| Ouro                    | Prata               | Bronze            |
| Stephen Kiprotich (UGA) | Lelisa Desisa (ETH) | Tadese Tola (ETH) |

## Cronograma
| Data         | Hora  | Evento |
| ------------ | ----- | ------ |
| 17 de agosto | 15:30 | Final  |

O horário é local (UTC +4)

## Resultado

### Final
A corrida teve início às 13:30.

| Colocação         | Nome                   | Nacionalidade  | Tempo   | Notas     |
| ----------------- | ---------------------- | -------------- | ------- | --------- |
| Medalha de ouro   | Stephen Kiprotich      | Uganda         | 2:09:51 |           |
| Medalha de prata  | Lelisa Desisa          | Etiópia        | 2:10:12 |           |
| Medalha de bronze | Tadese Tola            | Etiópia        | 2:10:23 |           |
| 4                 | Tsegaye Kebede         | Etiópia        | 2:10:47 |           |
| 5                 | Kentaro Nakamoto       | Japão          | 2:10:50 |           |
| 6                 | Solonei da Silva       | Brasil         | 2:11:40 | SB        |
| 7                 | Paulo Roberto Paula    | Brasil         | 2:11:40 | SB        |
| 8                 | Yemane Tsegay          | Etiópia        | 2:11:43 | SB        |
| 9                 | Peter Kimeli Some      | Quênia         | 2:11:47 |           |
| 10                | Jackson Kiprop         | Uganda         | 2:12:12 |           |
| 11                | Beraki Beyene          | Eritreia       | 2:13:40 | SB        |
| 12                | Bernard Kipyego        | Quênia         | 2:14:01 |           |
| 13                | Jeff Eggleston         | Estados Unidos | 2:14:23 | SB        |
| 14                | Masakazu Fujiwara      | Japão          | 2:14:29 |           |
| 15                | Javier Guerra          | Espanha        | 2:14:33 |           |
| 16                | Samuel Tsegay          | Eritreia       | 2:14:41 | SB        |
| 17                | Kazuhiro Maeda         | Japão          | 2:15:25 |           |
| 18                | Yuki Kawauchi          | Japão          | 2:15:35 |           |
| 19                | Abraham Kiplimo        | Uganda         | 2:16:25 |           |
| 20                | Rob Watson             | Canadá         | 2:16:28 | SB        |
| 21                | Paul Pollock           | Irlanda        | 2:16:42 | SB        |
| 22                | Mustafa Mohamed        | Suécia         | 2:17:09 | SB        |
| 23                | Martin Dent            | Austrália      | 2:17:11 | SB        |
| 24                | Aleksey A. Sokolov     | Rússia         | 2:17:12 |           |
| 25                | Michael Kipyego        | Quênia         | 2:17:47 |           |
| 26                | Marius Ionescu         | Roménia        | 2:18:31 |           |
| 27                | Daniel Tapia           | Estados Unidos | 2:18:32 | SB        |
| 28                | Benjamin Malaty        | França         | 2:19:21 |           |
| 29                | Jordan Chipangama      | Zâmbia         | 2:19:47 |           |
| 30                | Miguel Ángel Almachi   | Equador        | 2:19:48 | SB        |
| 31                | Kiflom Sium            | Eritreia       | 2:20:01 |           |
| 32                | Chang Chia-che         | Taipé Chinesa  | 2:20:02 | SB        |
| 33                | Faustine Mussa         | Tanzânia       | 2:20:51 |           |
| 34                | Christian Kreienbühl   | Suíça          | 2:21:17 |           |
| 35                | Bat-Ochiryn Ser-Od     | Mongólia       | 2:21:55 |           |
| 36                | Carlos Trujillo        | Estados Unidos | 2:23:13 | SB        |
| 37                | Tilahun Aliyev         | Azerbaijão     | 2:23:32 |           |
| 38                | Mohamed Ikoki Msandeki | Tanzânia       | 2:24:20 | SB        |
| 39                | Zohar Zemiro           | Israel         | 2:25:23 |           |
| 40                | Michael Ott            | Suíça          | 2:26:02 |           |
| 41                | Vasyl Matviychuk       | Ucrânia        | 2:26:21 | SB        |
| 42                | Sibusiso Nzima         | África do Sul  | 2:26:32 |           |
| 43                | Sung Ji-Hun            | Coreia do Sul  | 2:26:43 |           |
| 44                | Yin Shujin             | China          | 2:27:19 |           |
| 45                | Roman Prodius          | Moldávia       | 2:29:08 |           |
| 46                | Hendrick Ramaala       | África do Sul  | 2:30:23 |           |
| 47                | Sergiu Ciobanu         | Moldávia       | 2:34:17 | SB        |
| 48                | Kim Young-Jin          | Coreia do Sul  | 2:35:53 |           |
| 49                | Shawn Forrest          | Austrália      | 2:39:09 | SB        |
| 50                | Mihail Krassilov       | Cazaquistão    | 2:44:31 | SB        |
| 52                | Nicholas Kipkemboi     | Quênia         | DNF     |           |
| 52                | Bernard Kiprop Koech   | Quênia         | DNF     |           |
| 52                | Jobo Khatoane          | Lesoto         | DNF     |           |
| 52                | Tsepo Ramonene         | Lesoto         | DNF     |           |
| 52                | Mohamed Bilal          | Marrocos       | DNF     |           |
| 52                | Hafid Chani            | Marrocos       | DNF     |           |
| 52                | Hiroyuki Horibata      | Japão          | DNF     |           |
| 52                | Feyisa Lilesa          | Etiópia        | DNF     |           |
| 52                | Ayam Lamdassem         | Espanha        | DNF     |           |
| 52                | Tayeb Filali           | Argélia        | DNF     |           |
| 52                | Yared Asmerom          | Eritreia       | DNF     |           |
| 52                | Yonas Kifle            | Eritreia       | DNF     |           |
| 52                | José Antonio Uribe     | México         | DNF     |           |
| 52                | Michel Butter          | Países Baixos  | DNF     |           |
| 52                | Hermano Ferreira       | Portugal       | DNF     |           |
| 52                | Jean Pierre Mvuyekure  | Ruanda         | DNF     |           |
| 52                | Aadam Ismaeel Khamis   | Bahrein        | DNF     |           |
| 52                | Wissem Hosni           | Tunísia        | DNF     |           |
| 53                | Cephas Pasipamiri      | Zimbabwe       | DNS     |           |
| —                 | Jeremías Saloj         | Guatemala      | 2:20:40 | DQ (33rd) |

Legenda
| Recorde mundial       | Recorde mundial (World record)               |                       | Recorde africano                      | Recorde africano (African) |                                           | Q | Classificado por posição (Qualified) |
| Recorde do campeonato | Recorde do campeonato (Championship record)  | Recorde da América    | Recorde da América (Americas)         | q                          | Classificado por melhor tempo (Qualified) |   |                                      |
| Melhor marca do ano   | Melhor marca do ano (World leading)          | Recorde asiático      | Recorde asiático (Asian)              | DNS                        | Não largou (Did not start)                |   |                                      |
| Recorde nacional      | Recorde nacional (National record)           | Recorde europeu       | Recorde europeu (European)            | DNF                        | Não terminou (Did not finish)             |   |                                      |
| Recorde pessoal       | Recorde pessoal do atleta (Personal best)    | Recorde da Oceania    | Recorde da Oceania (Oceania)          | DSQ / DQ                   | Desclassificado (Disqualified)            |   |                                      |
| Recorde da temporada  | Recorde da temporada do atleta (Season best) | Recorde sul-americano | Recorde sul-americano (South America) | NM                         | Sem marca (No mark)                       |   |                                      |